# Vulcaniella fiordalisa
Vulcaniella fiordalisa là một loài bướm đêm thuộc họ Cosmopterigidae. Nó được tìm thấy ở Bồ Đào Nha và Maroc, phía đông đến the Balkan Peninsula và Liban.
Ấu trùng ăn various Asteraceae species.Chúng ăn lá nơi chúng làm tổ. 